# Got 2 Luv U
Singles de Sean Paul
Do You Remember
(2009) She Doesn't Mind
(2011)
Singles par Alexis Jordan
Hush Hush
(2011) Say That
(2012)
Got 2 Luv U sortie le 15 septembre 2011 est une chanson de Sean Paul, en collaboration avec la chanteuse Alexis Jordan.

## Liste des pistes
- Téléchargement digital[1]

1. Got 2 Luv U (avec Alexis Jordan) – 3:26

- CD single en Allemagne

1. Got 2 Luv U (avec Alexis Jordan) – 3:26
2. Ready Fi Dis (bonus track)

## Classement
| Classement (2011)                       | Meilleure position |
| --------------------------------------- | ------------------ |
| Allemagne (Media Control AG)            | 3                  |
| Australie (ARIA)                        | 26                 |
| Australie (ARIA Urban)                  | 7                  |
| Autriche (Ö3 Austria Top 40)            | 7                  |
| Belgique (Flandre Ultratop 50 Singles)  | 13                 |
| Belgique (Wallonie Ultratop 50 Singles) | 7                  |
| Canada (Hot 100)                        | 69                 |
| Finlande (Suomen virallinen lista)      | 12                 |
| France (SNEP)                           | 4                  |
| Irlande (IRMA)                          | 43                 |
| Pays-Bas (Nederlandse Top 40)           | 6                  |
| Pays-Bas (Single Top 100)               | 9                  |
| Norvège (VG-lista)                      | 8                  |
| Pologne (Airplay Top 5)                 | 2                  |
| Pologne (Dance Top 50)                  | 2                  |
| Roumanie (Romanian Top 100)             | 2                  |
| Écosse (OCC)                            | 13                 |
| Espagne (PROMUSICAE)                    | 8                  |
| Suisse (Schweizer Hitparade)            | 1                  |
| Royaume-Uni (UK Singles Chart)          | 11                 |
| États-Unis (Billboard Hot 100)          | 84                 |
| États-Unis (Billboard Rap Songs)        | 20                 |
| États-Unis (Billboard Latin Pop Songs)  | 39                 |

### Classement de fin d'année
| Classement (2011) | Position |
| ----------------- | -------- |
| Autriche          | 53       |
| Allemagne         | 30       |
| Pologne           | 67       |
| Suisse            | 19       |

### Certifications
| Pays                 | Certifications |
| -------------------- | -------------- |
| Australie ARIA       | Platine        |
| Allemagne BM         | Or             |
| Autriche IFPI        | Or             |
| Espagne (PROMUSICAE) | Or             |
| Suisse (IFPI)        | Platine        |

## Historique de sortie
| Pays      | Date              | Format                 | Label            |
| --------- | ----------------- | ---------------------- | ---------------- |
| Monde     | 19 juillet 2011   | Téléchargement digital | Atlantic Records |
| Allemagne | 16 septembre 2011 | CD single              | Atlantic Records |